# Charles Treffel
Charles Lucien Treffel (Lilla, 23 giugno 1875 – Lilla, 18 ottobre 1947) è stato un pallanuotista francese.

## Carriera
Partecipò al torneo di pallanuoto ai Giochi della II Olimpiade, in rappresentanza della Francia. Treffel nel database CIO viene inserito sia tra le file dei Pupilles de Neptune #1 sia tra quelle della seconda squadra, i Pupilles de Neptune #2. La prima squadra venne eliminata al primo turno, sconfitta 2-0 dal Brussels Swimming and Water Polo Club, mentre la seconda, dopo aver battuto ai quarti il Berliner Swimming Club, viene travolta dalla rappresentativa inglese, piazzandosi sul terzo gradino del podio.

## Palmarès
- Bronzo ai Giochi olimpici di Parigi 1900